# دايفيد إينغ
دايفيد إينغ هو باحث كندي، ولد في 1957.

## وصلات خارجية
- الموقع الرسمي

لم يتم العثور على روابط لمواقع التواصل الاجتماعي.